# The Invisible Man Returns
The Invisible Man Returns, titulada El hombre invisible vuelve en España y El regreso del hombre invisible en Hispanoamérica, es una película de terror y ciencia ficción de 1940 dirigida por Joe May. Es la secuela de la película El hombre invisible (1933), que estaba basada en la novela homónima de H. G. Wells. Fue protagonizada por Vincent Price, Cecil Kellaway, Cedric Hardwicke, Nan Grey, Alan Napier y John Sutton.
La película estuvo nominada a un premio Óscar en la categoría de mejores efectos visuales.

## Trama
Geoffrey Radcliffe (Vincent Price) es condenado a la pena de muerte por el asesinato de su hermano Michael, un crimen que él no cometió. El Dr. Frank Griffin (John Sutton), hermano del hombre invisible original, le da al prisionero una droga de invisibilidad mientras se encuentra en su celda, lo cual le permite escapar sin ser visto. La fuga de Radcliffe es investigada por el inspector Sampson (Cecil Kellaway), de Scotland Yard, quien tras examinar los antecedentes del fallecido hermano de Griffin sospecha que el científico ayudó al prisionero. Mientras tanto, Radcliffe llega a una cabaña en el bosque donde se reúne con su prometida, Helen (Nan Grey). Allí, ella le informa que Griffin se encuentra trabajando en el antídoto, con el objetivo de volverlo a la normalidad. Uno de los efectos secundarios de la droga es la locura que sufre quien la haya usado, por lo que Radcliffe decide buscar al verdadero asesino lo antes posible.
La familia Radcliffe es dueña de una mina de carbón. Cuando Radcliffe fue encarcelado, la administración quedó a cargo de su primo, Richard Cobb (Cedric Hardwicke). Cobb ascendió al empleado Willie Spears (Alan Napier) como encargado de la mina, lo que hizo sospechar a Radcliffe. Tras seguir a Spears y asustarlo, el hombre le confiesa a Radcliffe que el verdadero asesino de Michael es Cobb. Radcliffe se dirige a visitar su primo y lo obliga a escribir una confesión sobre su responsabilidad en el asesinato, pero Cobb se niega y escapa. 
Poco a poco las ansias de poder aumentan en Radcliffe, quien comienza a perder la razón. El Dr. Griffin intenta sedarlo para evitar que dañe a otras personas, pero falla. Radcliffe va a la casa de Cobb y lo conduce hasta la mina de carbón, donde lo intenta matar. Mientras ambos se enfrentan en una pelea, el inspector Sampson dispara al hombre invisible, hiriéndolo. Cobb cae desde una gran altura, y antes de morir confiesa que fue él quien asesinó a Michael. Radcliffe es llevado a la enfermería de la mina, casi moribundo por la herida que recibió. Gracias a las tranfusiones de sangre que le realizaron, Radcliffe recupera la visibilidad, lo que permite al Dr. Griffin operarlo y salvar su vida.

## Reparto
- Vincent Price como Geoffrey Radcliffe.
- Cedric Hardwicke como Richard Cobb.
- Nan Grey como Helen Manson.
- John Sutton como Doctor Frank Griffin.
- Cecil Kellaway como Inspector Sampson.
- Alan Napier como Willie Spears.
- Forrester Harvey como Ben Jenkins.